# 宝丰乡
宝丰乡，是中华人民共和国云南省大理白族自治州云龙县下辖的一个乡镇级行政单位。

## 行政区划
宝丰乡下辖以下地区：
宝丰村、大栗树村、南新村、福利村、东山村、庄坪村和金麦村。

## 中国传统村落
2012年，宝丰村被评为首批“中国传统村落”。